# Stochastische variabele
In de kansrekening is een stochastische variabele of stochastische grootheid een grootheid waarvan de waarde afhangt van de toevallige uitkomst in een kansexperiment. De stochastische variabele, ook toevalsvariabele, kansvariabele of stochast, is een eigenschap van de uitkomst die in een getal is uit te drukken, zoals de leeftijd of het inkomen van een toevallige voorbijganger. Het toeval bepaalt de uitkomst van het experiment, en bijgevolg is de waargenomen waarde van de stochastische variabele ook afhankelijk van het toeval. Bij een onderzoek naar de verdeling van de leeftijd is niet de toevallige voorbijganger zelf, de uitkomst, van belang, maar z'n leeftijd, een eigenschap van de uitkomst. Die leeftijd is in dit geval de stochastische variabele. Zo zijn ook het inkomen van een willekeurig gekozen Nederlander en het aantal keren dat 'kruis' gegooid wordt in een serie van 100 worpen met een munt, stochastische variabelen. Hoewel voor elke mogelijke uitkomst de waarde van de stochastische variabele vastligt, hangt de waargenomen waarde af van het toeval, als gevolg van de toevallige uitkomst. Formeel is een stochastische variabele daarmee een functie die aan elke uitkomst een getal, de waarde van de bedoelde eigenschap, toevoegt.
In veel kansexperimenten, zoals steekproeftrekkingen, wordt uit een populatie op basis van toeval een element, bijvoorbeeld een willekeurige voorbijganger, aangewezen. We vragen deze voorbijganger naar zijn leeftijd, inkomen, en dergelijke. Bij het herhalen hiervan treffen we vermoedelijk een andere voorbijganger met zeer waarschijnlijk andere antwoorden. Om een theoretisch begrip te hebben om over zaken als 'de leeftijd van een willekeurige voorbijganger' te kunnen spreken, is het begrip 'stochastische variabele' ingevoerd. Op basis van toeval wordt een uitkomst aangewezen - een of andere voorbijganger - en aan deze uitkomst wijzen we een getal toe - z'n leeftijd. Hieruit blijkt dat een 'stochastische variabele' een afbeelding is van de uitkomstenruimte naar de reële getallen.

## Definitie
Een stochastische variabele {\displaystyle X} is een (meetbare) reële functie op de uitkomstenruimte {\displaystyle \Omega } van een kansruimte.
{\displaystyle X:\Omega \to \mathbb {R} }
Omdat niet iedere deelverzameling van {\displaystyle \Omega } een gebeurtenis hoeft te zijn, is ook niet noodzakelijk iedere functie op {\displaystyle \Omega } een stochastische variabele. Daarom wordt geëist dat de functie meetbaar is, wat inhoudt dat het origineel van een interval een gebeurtenis is.
Zo kan op basis van toeval een proefpersoon {\displaystyle \omega } worden aangewezen en stelt {\displaystyle X(\omega )} haar of zijn gewicht voor. De waarden van de stochastische variabele {\displaystyle X} vormen eigenlijk weer een uitkomstenruimte, het waardenbereik, met daarop een kans {\displaystyle P_{X}} bepaald door de kans {\displaystyle P} op de oorspronkelijke uitkomstenruimte. Deze kans heet kansverdeling van {\displaystyle X} en geeft voor (meetbare) deelverzamelingen {\displaystyle B} van {\displaystyle \mathbb {R} } de kans {\displaystyle P_{X}(B)=P\circ X^{-1}(B)} dat {\displaystyle X} een waarde aanneemt die ligt binnen {\displaystyle B}.
Het waardenbereik van een stochastische variabele is dus een ‘vertaling’ van de uitkomstenruimte {\displaystyle \Omega } bij een kansexperiment. Het waardenbereik is een nieuwe uitkomstenruimte die de uitkomsten van de stochastische variabele bevat.
Als het experiment zo is ingericht dat {\displaystyle \Omega } een deelverzameling is van {\displaystyle \mathbb {R} }, en al de relevante informatie bevat, is het soms gemakkelijker een stochastische variabele te introduceren. De identieke afbeelding is dan de geschikte functie. Gooit men als experiment bijvoorbeeld zolang tot de uitkomst 6 boven komt, dan kan het benodigde aantal worpen direct als uitkomst opgevat worden. Het is dan gemakkelijker dit aantal ook te beschouwen als een stochastische variabele {\displaystyle N}, waarop de theorie kan worden toegepast.
Niet altijd zal de onderzochte eigenschap van de uitkomsten uit {\displaystyle \Omega } een reëel getal zijn. Denk bijvoorbeeld aan kleuren, vormen, voornamen, namen van paarden bij een paardenrace. Men neemt dan wel zijn toevlucht de eigenschap te coderen met een getal en zo een stochastische variabele te introduceren, die dan in veel gevallen niet van ordinaal meetniveau is. Er is daar een voorbeeld van met het gooien met dartpijlen.
In de praktische toepassing is een stochastische variabele een model van de werkelijkheid en zal een van de waarden {\displaystyle x} uit het waardenbereik zijn waargenomen. De waarde {\displaystyle x} wordt een realisatie van de stochastische variabele {\displaystyle X} genoemd.
De definitie van een stochastische variabele maakt het mogelijk dit begrip goed in te passen in de theorie, maar dat is niet wat ons vooral interesseert. Het belang zit vooral in de kansverdeling van een stochastische variabele, waarmee relevante kansen kunnen worden bepaald.

### Generalisatie
Het is in de huidige theorie gebruikelijk een ruimere klasse van meetbare afbeeldingen als stochastische variabelen te benoemen. Zo zijn er ook complexwaardige en meerdimensionale stochastische variabelen en algemeen afbeeldingen naar willekeurige meetbare ruimten.
Een stochastische variabele is een meetbare afbeelding {\displaystyle X} van de kansruimte {\displaystyle (\Omega ,\Sigma ,P)} naar de meetbare ruimte {\displaystyle ({\mathcal {X}},{\mathcal {F}})}.
{\displaystyle X:\Omega \to {\mathcal {X}}}
en meetbaar houdt in dat voor alle {\displaystyle F\in {\mathcal {F}}} geldt:
{\displaystyle X^{-1}(F)\in \Sigma }

## Typen
Men kan verschillende typen stochastische variabelen onderscheiden. Een belangrijk onderscheid is in discrete en continue stochastische variabelen. Daarnaast zijn er gemengde stochastische variabelen, die opgevat kunnen worden als een mengsel van beide typen.

## Voorbeeld
Bij het gooien met twee dobbelstenen bestaat de uitkomstenruimte uit de 6² = 36 paren mogelijke ogenaantallen:
{\displaystyle \Omega =\{1,2,3,4,5,6\}\times \{1,2,3,4,5,6\}=\{(1,1),(1,2),\ldots ,(1,6),(2,1),\ldots ,(6,6)\}}
Het totale aantal geworpen ogen wordt gedefinieerd door de stochastische variabele:
{\displaystyle X(\omega _{1},\omega _{2})=\omega _{1}+\omega _{2}}
Het waardenbereik van {\displaystyle X} is {\displaystyle \{2,3,\ldots ,12\}}
Door alle deelverzamelingen als gebeurtenis toe te laten, wat in zo'n eenvoudige situatie mogelijk is, zijn er geen problemen betreffende de meetbaarheid van {\displaystyle X}, want dan zijn alle functies meetbaar.

## Kansverdeling
Een belangrijk aspect van een stochastische variabele is de bijbehorende kansverdeling, die aangeeft wat de kansen zijn op de mogelijke waarden of waardenverzamelingen van de stochastische variabele. In de meeste gevallen is niet de stochastische variabele als afbeelding van belang, maar gaat het om zijn verdeling.

## Notatie
Er zijn verschillende notatieconventies voor stochastische variabelen in gebruik. Twee van de meest gebruikte conventies zijn: de stochastische variabele onderstrepen ({\displaystyle {\underline {x}}}) en de stochastische variabele aangeven met een hoofdletter ({\displaystyle X}).
kansrekening · statistiek · toeval · uitkomstenruimte · stochastische variabele · kansverdeling · verwachtingswaarde · kansfunctie · kansdichtheid · voorwaardelijke kans